# Joseph Auguste Omer Levesque
Joseph Auguste Omer Lévesque (23 mai 1920 – 2 juin 2006) était un pilote de chasse canadien, vétéran de la Seconde Guerre mondiale et de la guerre de Corée. Premier pilote allié à abattre un avion de type Focke-Wulf Fw-190 pendant la Seconde Guerre mondiale, il est également le premier pilote canadien à avoir effectué des missions de combat en Corée. Il a été reconnu comme un as de l’aviation avec un total de cinq victoires confirmées en combat aérien.

## Biographie

### Jeunesse et début de carrière
Né le 23 mai 1920 à Mont-Joli, au Québec, Omer Lévesque s’est d’abord distingué comme lieutenant dans une milice locale tout en étant étudiant à l’Université d’Ottawa. En 1940, il s’enrôle dans l’Aviation royale canadienne (ARC) et, après plusieurs mois de formation sous le Programme d'entraînement aérien du Commonwealth britannique, il obtient son brevet de pilote à Portage la Prairie, au Manitoba, en 1941.

### Seconde Guerre mondiale
En Angleterre, Omer Lévesque rejoint l’escadron 401 de l’ARC, où il pilote des chasseurs Spitfire dans des missions de protection et d’interception contre les bombardiers et chasseurs allemands. Le 22 novembre 1941, il devient le premier pilote des forces du Commonwealth britannique à abattre un Focke-Wulf Fw-190, un appareil considéré comme supérieur au Spitfire à l’époque,,.
Le 12 février 1942, lors d’une mission au-dessus de la France occupée, Lévesque est abattu et fait prisonnier par les Allemands,,. Il est interné au camp de prisonniers Stalag Luft III, tristement célèbre pour la Grande évasion de 1944, à laquelle Lévesque participe à la préparation sans faire partie des évadés.

### Carrière après-guerre et guerre de Corée
Après la guerre, Omer Lévesque retourne au Canada, réintègre l’ARC et poursuit ses études à l’Université McGill. Il se joint ensuite à l’escadron 410 "Cougar" basé au Québec, où il vole sur des de Havilland Vampire et devient membre de l’équipe acrobatique « Blue Devils »,. En mai 1949, il réalise le trajet le plus rapide entre Montréal et Ottawa en seulement 8,5 minutes.
En novembre 1950, dans le cadre d’un programme d’échange avec l’United States Air Force (USAF), Lévesque se rend en Corée pour piloter des F-86 Sabre. Il effectue sa première mission le 17 décembre 1950 et accomplit un total de 71 sorties, principalement au-dessus de la zone surnommée "MiG Alley", où se déroulent les combats entre chasseurs occidentaux et MiG-15 soviétiques.
Le 31 mars 1951, il remporte une victoire marquante en abattant un MiG-15 lors d’un combat aérien. Durant cette même mission, il évite de justesse d’être abattu par des tirs amis grâce à une manœuvre rapide signalant qu’il était un allié,,. Ses actions lui valent la Distinguished Flying Cross et la Air Medal, deux décorations prestigieuses des forces armées américaines,.

### Retraite et reconnaissance
Omer Lévesque prend sa retraite de l’ARC en 1965, après une carrière marquée par le passage des avions à moteur à hélice aux chasseurs à réaction,,. Il poursuit ensuite une carrière civile au sein de la Commission canadienne des transports,.
En 2002, il est intronisé au Panthéon de l’air et de l’espace du Québec. À Mont-Joli, sa ville natale, une rue menant à l’aéroport porte aujourd’hui son nom : le croissant du Major-J.-Omer-Lévesque.

### Décès
Joseph Auguste Omer Lévesque décède le 2 juin 2006 à Gatineau, au Québec, à l’âge de 86 ans.